# Elecciones legislativas de Uruguay de 1917
El 14 de enero de 1917 se realizaron elecciones legislativas en Uruguay. En esta elección la cantidad de diputados asciende a 123 y la cantidad de senadores se mantiene en 19. En esta elección se eligieron a colegios electorales de senadores en los departamentos uruguayos de Montevideo, Maldonado, Cerro Largo, Paysandú, Colonia, San José y Minas. Por otro lado esta elección marca el surgimiento del riverismo como fuerza opositora al batllismo dentro del Partido Colorado, mientras la Unión Cívica forma una alianza con el Partido Nacional en los departamentos de Montevideo, Canelones, Maldonado, Rocha, Salto, Cerro Largo y Flores.
La primera elección celebrada en Uruguay con sufragio universal masculino y secreto fue el 30 de julio de 1916. 

## Sistema electoral
El sufragio estaba limitado exclusivamente a todos los hombres mayores de edad. El voto era secreto.

### Cámara de Diputados
Los departamentos contaban con diferentes cantidades de diputados. Dichos diputados eran electos directamente por el electoradoy su mandato duraba 3 años.

### Cámara de Senadores
Cada departamento contaba con 1 senador, por lo cual en total la cámara estaba compuesta por 19 miembros, todos ellos electos por un colegio electoral departamental. El mandato de los senadores duraba 6 años.
La elección de los senadores se realizaba por tercios cada bienio y su reelección inmediata por el mismo departamento estaba prohibida.
Cada colegio electoral contaba con 15 miembros; todos ellos ciudadanos del departamento por el que fueron elegidos. estos, además de elegir al senador, también elegían a su suplente por la jurisdicción respectiva. La elección de tanto el senador como del suplente se realizaba mediante un sistema indirecto en una reunión secreta.

## Resultados

### Totales

#### Diputados
| Partido o lema           | Partido o lema               | Votos   | %      | Diputados obtenidos |
| ------------------------ | ---------------------------- | ------- | ------ | ------------------- |
| Partido Colorado         | Partido Colorado Batllista   | 63.250  | 49.47  | 67                  |
| Partido Colorado         | Partido Colorado Gral Rivera | 2.920   | 2.27   | 67                  |
| Partido Colorado         | Total                        | 66.170  | 51.74  | 67                  |
| Partido Nacional         | Nacionalistas Cívicos        | 32.304  | 25.17  | 56                  |
| Partido Nacional         | Partido Nacional             | 28.941  | 22.54  | 56                  |
| Partido Nacional         | Total                        | 61.245  | 47.71  | 56                  |
| Partido Socialista       | Partido Socialista           | 703     | 0.55   | 0                   |
| Total                    | Total                        | 128.388 | 100.00 | 123                 |
| Fuente: Instituto Factum |                              |         |        |                     |

#### Senadores
| Partido o lema           | Partido o lema               | Votos            | %                | Senadores obtenidos | Senadores totales | +/-              |
| ------------------------ | ---------------------------- | ---------------- | ---------------- | ------------------- | ----------------- | ---------------- |
| Partido Colorado         | Partido Colorado Batllista   | 37,768           | 51.92            | 4                   | 13                | -3               |
| Partido Colorado         | Partido Colorado Gral Rivera | 738              | 1.01             | 4                   | 13                | -3               |
| Partido Colorado         | Total                        | 38,506           | 52.93            | 4                   | 13                | -3               |
| Partido Nacional         | Nacionalistas Cívicos        | 21,720           | 29.86            | 3                   | 6                 | +3               |
| Partido Nacional         | Partido Nacional             | 11,900           | 16.36            | 3                   | 6                 | +3               |
| Partido Nacional         | Total                        | 33,620           | 46.21            | 3                   | 6                 | +3               |
| Partido Socialista       | Partido Socialista           | 622              | 0.86             | 0                   | 0                 | 0                |
| Total                    | Total                        | 72,748           | 100.00           | 7                   | 19                | 0                |
| Fuente: Instituto Factum |                              |                  |                  |                     |                   |                  |
| Presidente del Senado    |                              |                  |                  |                     |                   |                  |
| Titular                  | Titular                      | Titular          | Titular          | Electo              | Electo            | Electo           |
| Ricardo Areco            | Ricardo Areco                | Ricardo Areco    | Ricardo Areco    | Ricardo Areco       | Ricardo Areco     | Ricardo Areco    |
| Partido Colorado         | Partido Colorado             | Partido Colorado | Partido Colorado | Partido Colorado    | Partido Colorado  | Partido Colorado |

### Por departamento

#### Montevideo
| Partido o lema     | Partido o lema             | Votos  | %      | Diputados obtenidos | Senadores obtenidos |
| ------------------ | -------------------------- | ------ | ------ | ------------------- | ------------------- |
| Partido Colorado   | Partido Colorado Batllista | 26,304 | 58.34  | 23                  | 1                   |
| Partido Nacional   | Nacionalistas Cívicos      | 18,256 | 40.49  | 12                  | 0                   |
| Partido Socialista | Partido Socialista         | 527    | 1.17   | 0                   | 0                   |
| Total              | Total                      | 45,087 | 100.00 | 35                  | 1                   |
| Fuente:            |                            |        |        |                     |                     |

#### Canelones
| Partido o lema   | Partido o lema             | Votos  | %      | Diputados obtenidos |
| ---------------- | -------------------------- | ------ | ------ | ------------------- |
| Partido Nacional | Nacionalistas Cívicos      | 5,526  | 51.46  | 6                   |
| Partido Colorado | Partido Colorado Batllista | 5,211  | 48.54  | 5                   |
| Total            | Total                      | 10,737 | 100.00 | 11                  |
| Fuente:          |                            |        |        |                     |

#### Maldonado
| Partido o lema   | Partido o lema             | Votos | %      | Diputados obtenidos | Senadores obtenidos |
| ---------------- | -------------------------- | ----- | ------ | ------------------- | ------------------- |
| Partido Colorado | Partido Colorado Batllista | 2,363 | 50.71  | 3                   | 1                   |
| Partido Nacional | Nacionalistas Cívicos      | 2,296 | 49.29  | 1                   | 0                   |
| Total            | Total                      | 4,659 | 100.00 | 4                   | 1                   |
| Fuente:          |                            |       |        |                     |                     |

#### Rocha
| Partido o lema   | Partido o lema             | Votos | %      | Diputados obtenidos |
| ---------------- | -------------------------- | ----- | ------ | ------------------- |
| Partido Nacional | Nacionalistas Cívicos      | 2,924 | 50.16  | 2                   |
| Partido Colorado | Partido Colorado Batllista | 2,906 | 49.84  | 1                   |
| Total            | Total                      | 5,830 | 100.00 | 3                   |
| Fuente:          |                            |       |        |                     |

#### Treinta y Tres
| Partido o lema   | Partido o lema               | Votos | %      | Diputados obtenidos |
| ---------------- | ---------------------------- | ----- | ------ | ------------------- |
| Partido Nacional | Partido Nacional             | 1,811 | 52.52  | 3                   |
| Partido Colorado | Partido Colorado Batllista   | 1,241 | 35.99  | 1                   |
| Partido Colorado | Partido Colorado Gral Rivera | 396   | 11.49  | 1                   |
| Partido Colorado | Total                        | 1,637 | 47.48  | 1                   |
| Total            | Total                        | 3,448 | 100.00 | 4                   |
| Fuente:          |                              |       |        |                     |

#### Cerro Largo
| Partido o lema   | Partido o lema             | Votos | %      | Diputados obtenidos | Senadores obtenidos |
| ---------------- | -------------------------- | ----- | ------ | ------------------- | ------------------- |
| Partido Nacional | Partido Nacional           | 2,347 | 47.31  | 3                   | 1                   |
| Partido Nacional | Nacionalistas Cívicos      | 1,168 | 23.54  | 3                   | 1                   |
| Partido Nacional | Total                      | 3,514 | 70.85  | 3                   | 1                   |
| Partido Colorado | Partido Colorado Batllista | 1,446 | 29.15  | 2                   | 0                   |
| Total            | Total                      | 4,961 | 100.00 | 5                   | 1                   |
| Fuente:          |                            |       |        |                     |                     |

#### Rivera
| Partido o lema   | Partido o lema               | Votos | %      | Diputados obtenidos |
| ---------------- | ---------------------------- | ----- | ------ | ------------------- |
| Partido Colorado | Partido Colorado Batllista   | 2,062 | 52.82  | 3                   |
| Partido Colorado | Partido Colorado Gral Rivera | 196   | 5.02   | 3                   |
| Partido Colorado | Total                        | 2,258 | 57.84  | 3                   |
| Partido Nacional | Partido Nacional             | 1,644 | 42.13  | 1                   |
| Total            | Total                        | 3,902 | 100.00 | 4                   |
| Fuente:          |                              |       |        |                     |

#### Artigas
| Partido o lema   | Partido o lema             | Votos | %      | Diputados obtenidos |
| ---------------- | -------------------------- | ----- | ------ | ------------------- |
| Partido Colorado | Partido Colorado Batllista | 1,269 | 66.02  | 1                   |
| Partido Nacional | Partido Nacional           | 654   | 33.98  | 1                   |
| Total            | Total                      | 1,923 | 100.00 | 2                   |
| Fuente:          |                            |       |        |                     |

#### Salto
| Partido o lema   | Partido o lema             | Votos | %      | Diputados obtenidos |
| ---------------- | -------------------------- | ----- | ------ | ------------------- |
| Partido Colorado | Partido Colorado Batllista | 2,189 | 55.88  | 4                   |
| Partido Nacional | Nacionalistas Cívicos      | 1,729 | 44.12  | 2                   |
| Total            | Total                      | 3,918 | 100.00 | 6                   |
| Fuente:          |                            |       |        |                     |

#### Paysandú
| Partido o lema     | Partido o lema               | Votos | %      | Diputados obtenidos | Senadores obtenidos |
| ------------------ | ---------------------------- | ----- | ------ | ------------------- | ------------------- |
| Partido Colorado   | Partido Colorado Batllista   | 1,880 | 46.23  | 4                   | 1                   |
| Partido Colorado   | Partido Colorado Gral Rivera | 352   | 8.66   | 4                   | 1                   |
| Partido Colorado   | Total                        | 2,232 | 54.89  | 4                   | 1                   |
| Partido Nacional   | Partido Nacional             | 1,739 | 42.77  | 2                   | 0                   |
| Partido Socialista | Partido Socialista           | 95    | 2.34   | 0                   | 0                   |
| Total              | Total                        | 4,066 | 100.00 | 6                   | 1                   |
| Fuente:            |                              |       |        |                     |                     |

#### Río Negro
| Partido o lema     | Partido o lema               | Votos | %      | Diputados obtenidos |
| ------------------ | ---------------------------- | ----- | ------ | ------------------- |
| Partido Nacional   | Partido Nacional             | 1,342 | 54.71  | 2                   |
| Partido Colorado   | Partido Colorado Batllista   | 775   | 31.59  | 1                   |
| Partido Colorado   | Partido Colorado Gral Rivera | 315   | 12.84  | 1                   |
| Partido Colorado   | Total                        | 1,090 | 44.43  | 1                   |
| Partido Socialista | Partido Socialista           | 21    | 0.86   | 0                   |
| Total              | Total                        | 2,453 | 100.00 | 3                   |
| Fuente:            |                              |       |        |                     |

#### Soriano
| Partido o lema     | Partido o lema               | Votos | %      | Diputados obtenidos |
| ------------------ | ---------------------------- | ----- | ------ | ------------------- |
| Partido Colorado   | Partido Colorado Batllista   | 2,299 | 50.79  | 3                   |
| Partido Colorado   | Partido Colorado Gral Rivera | 113   | 2.51   | 3                   |
| Partido Colorado   | Total                        | 2,412 | 53.30  | 3                   |
| Partido Nacional   | Partido Nacional             | 2,085 | 46.06  | 2                   |
| Partido Socialista | Partido Socialista           | 29    | 0.64   | 0                   |
| Total              | Total                        | 4,526 | 100.00 | 5                   |
| Fuente:            |                              |       |        |                     |

#### Colonia
| Partido o lema   | Partido o lema             | Votos | %      | Diputados obtenidos | Senadores obtenidos |
| ---------------- | -------------------------- | ----- | ------ | ------------------- | ------------------- |
| Partido Colorado | Partido Colorado Batllista | 2,877 | 52.71  | 4                   | 1                   |
| Partido Nacional | Partido Nacional           | 2,583 | 47.29  | 3                   | 0                   |
| Total            | Total                      | 5,460 | 100.00 | 7                   | 1                   |
| Fuente:          |                            |       |        |                     |                     |

#### San José
| Partido o lema   | Partido o lema               | Votos | %      | Diputados obtenidos | Senadores obtenidos |
| ---------------- | ---------------------------- | ----- | ------ | ------------------- | ------------------- |
| Partido Nacional | Partido Nacional             | 2,412 | 71.43  | 3                   | 1                   |
| Partido Colorado | Partido Colorado Batllista   | 1,064 | 27.55  | 2                   | 0                   |
| Partido Colorado | Partido Colorado Gral Rivera | 386   | 1.02   | 2                   | 0                   |
| Partido Colorado | Total                        | 1,450 | 28.57  | 2                   | 0                   |
| Total            | Total                        | 3,862 | 100.00 | 5                   | 1                   |
| Fuente:          |                              |       |        |                     |                     |

#### Flores
| Partido o lema     | Partido o lema             | Votos | %      | Diputados obtenidos |
| ------------------ | -------------------------- | ----- | ------ | ------------------- |
| Partido Nacional   | Partido Nacional           | 628   | 35.15  | 1                   |
| Partido Nacional   | Nacionalistas Cívicos      | 405   | 22.66  | 1                   |
| Partido Nacional   | Total                      | 1,033 | 57.81  | 1                   |
| Partido Colorado   | Partido Colorado Batllista | 723   | 40.45  | 1                   |
| Partido Socialista | Partido Socialista         | 31    | 1.74   | 0                   |
| Total              | Total                      | 1,787 | 100.00 | 2                   |
| Fuente:            |                            |       |        |                     |

#### Florida
| Partido o lema   | Partido o lema             | Votos | %      | Diputados obtenidos |
| ---------------- | -------------------------- | ----- | ------ | ------------------- |
| Partido Nacional | Partido Nacional           | 3,851 | 61.86  | 3                   |
| Partido Colorado | Partido Colorado Batllista | 2,374 | 38.14  | 2                   |
| Total            | Total                      | 6,225 | 100.00 | 5                   |
| Fuente:          |                            |       |        |                     |

#### Durazno
| Partido o lema   | Partido o lema             | Votos | %      | Diputados obtenidos |
| ---------------- | -------------------------- | ----- | ------ | ------------------- |
| Partido Nacional | Partido Nacional           | 2,547 | 55.79  | 3                   |
| Partido Colorado | Partido Colorado Batllista | 2,017 | 44.21  | 2                   |
| Total            | Total                      | 4,564 | 100.00 | 5                   |
| Fuente:          |                            |       |        |                     |

#### Minas
| Partido o lema   | Partido o lema             | Votos | %      | Diputados obtenidos | Senadores obtenidos |
| ---------------- | -------------------------- | ----- | ------ | ------------------- | ------------------- |
| Partido Nacional | Partido Nacional           | 2,819 | 60.59  | 4                   | 1                   |
| Partido Colorado | Partido Colorado Batllista | 1,834 | 39.41  | 2                   | 0                   |
| Total            | Total                      | 4,653 | 100.00 | 6                   | 1                   |
| Fuente:          |                            |       |        |                     |                     |

#### Tacuarembó
| Partido o lema   | Partido o lema               | Votos | %      | Diputados obtenidos |
| ---------------- | ---------------------------- | ----- | ------ | ------------------- |
| Partido Colorado | Partido Colorado Batllista   | 2,686 | 42.45  | 3                   |
| Partido Colorado | Partido Colorado Gral Rivera | 1,162 | 18.36  | 3                   |
| Partido Colorado | Total                        | 3,848 | 60.81  | 3                   |
| Partido Nacional | Partido Nacional             | 2,479 | 39.19  | 1                   |
| Total            | Total                        | 6,327 | 100.00 | 4                   |
| Fuente:          |                              |       |        |                     |

Aclaración: en estos resultados departamentales falta 1 diputado del Partido Colorado el cual no se especifica de que departamento es.